# Abd al-Aziz ibn Baz
 (septembre 2024).
 (septembre 2024).
 Abd al-Aziz ibn Abd Allah ibn Baz (en arabe : عبد العزيز بن عبد الله بن باز), connu sous le nom d'Ibn Baz, né le 21 novembre 1910 et mort le 13 mai 1999, est un religieux, de nationalité saoudienne. Il a été le grand mufti et président du Conseil des grands oulémas de l'Arabie saoudite de 1993 jusqu'à sa mort.
Il était considéré comme un grand juge et un jurisconsulte. Il fut aussi le président du comité permanent de l'Ifta.
Lors de la guerre du Golfe, l'Arabie saoudite est accusée par Ben Laden d'avoir « autorisé les infidèles à souiller le sol sacré » de l'Arabie saoudite. L'une des fatwas d'Ibn Baz était l'autorisation de demander l'aide des pays de la coalition (en) pour libérer le Koweït, et permettre aux États-Unis d'utiliser l'Arabie saoudite comme base arrière de son armée,. Ibn Baz disait dans sa fatwa : « Si un ennemi se trouve dans notre intérêt et contre notre ennemi, alors il n'y a aucun mal à ce que nous recherchions son aide contre notre ennemi et dans notre intérêt, jusqu’à ce qu'Allah nous sauve de notre ennemi et que notre ennemi retourne dans son pays [...] C'est pourquoi le Conseil des grands oulémas a étudié cet incident, l'a examiné sous tous les aspects et a décidé qu'il n'y avait rien de mal à ce que l’État ait demandé de l'aide par nécessité. ».
Vers la fin de sa vie, il rencontra le président de la république tchétchène d'Itchkérie, Aslan Maskhadov, et son grand mufti, Akhmad Kadyrov, pour discuter entre autres choses de l'instauration de la charia dans la république.
Son petit-fils, Saleh ibn Baz, est un opposant au régime saoudien.